# Tel Zehara
Tel Zehara (hebreiska: תל זהרה) är en kulle i Israel.   Den ligger i distriktet Norra distriktet, i den nordöstra delen av landet.
Terrängen runt Tel Zehara är varierad. Runt Tel Zehara är det ganska tätbefolkat, med 155 invånare per kvadratkilometer. Närmaste större samhälle är Bet She'an, 4,3 km öster om Tel Zehara. Trakten runt Tel Zehara består till största delen av jordbruksmark.